# Młynisko (Grande-Pologne)
Pour les articles homonymes, voir Młynisko.
Młynisko est une localité polonaise de la gmina de Koźminek, située dans le powiat de Kalisz en voïvodie de Grande-Pologne.